# Карроцца, Мария Кьяра
Мария Кьяра Карроцца (итал. Maria Chiara Carrozza; род. 16 сентября 1965, Пиза) — итальянский учёный и политик, министр просвещения, университетов и научных исследований (2011—2013).

## Биография
В 1990 году окончила Пизанский университет, где изучала физику. В 1994 году получила докторскую степень в области инженерных исследований в Высшей школы Святой Анны, в ноябре 2006 года заняла в этом же вузе должность ординарного профессора биоинженерии и робототехники, с ноября 2004 по октябрь 2007 года руководила исследовательским подразделением школы Святой Анны, координировала деятельность её лаборатории искусства робототехники и входила в Национальную группу биоинженерии. Являлась приглашённым профессором Венского технического университета, где вела курс биомехатроники. Участвовала в научном руководстве объединённой итальянско-японской лаборатории гуманоидной робототехники при токийском университете Васэда, являлась приглашённым профессором университета Чжэцзяна.
В 2009 году была назначена на пост президента «Форума университетов, знаний и исследований» Демократической партии по предложению нового секретаря Пьера Луиджи Берсани. На парламентских выборах в феврале 2013 года возглавила список Демократической партии в Тоскане и сразу после избрания ушла в отставку с должности ректора школы Святой Анны.
28 апреля 2013 года получила портфель министра просвещения, университетов и научных исследований в правительстве Летта.
22 февраля 2014 года сформировано правительство Ренци, в котором Карроцца не получила никакого назначения.
В январе 2018 года объявлено о назначении Карроцца научным директором Фонда Ньокки (Fondazione Don Gnocchi).